# Artilharia de costa

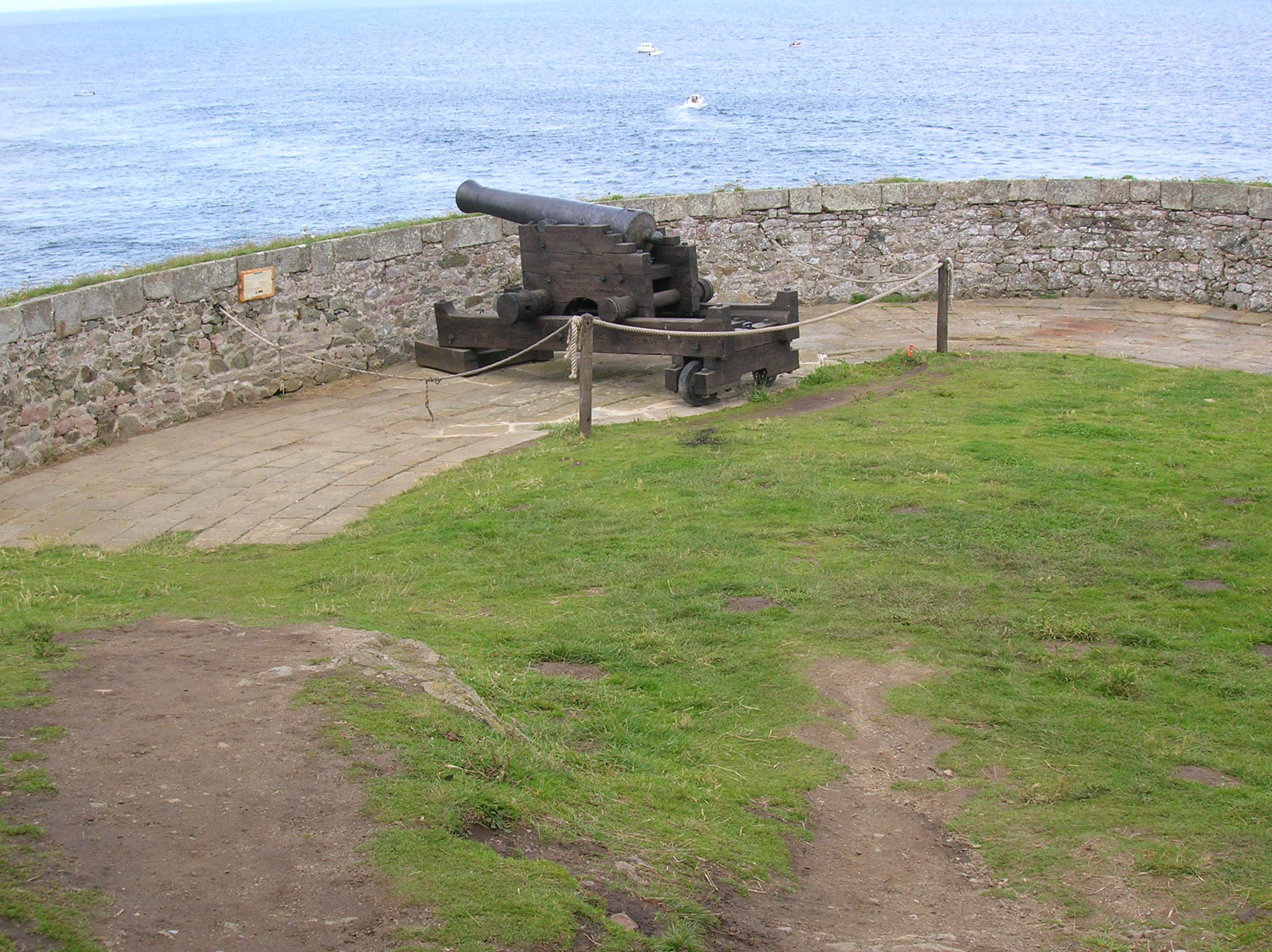
Peça de artilharia de costa de calibre 18 do século XVIII, no Forte La Latte, França.

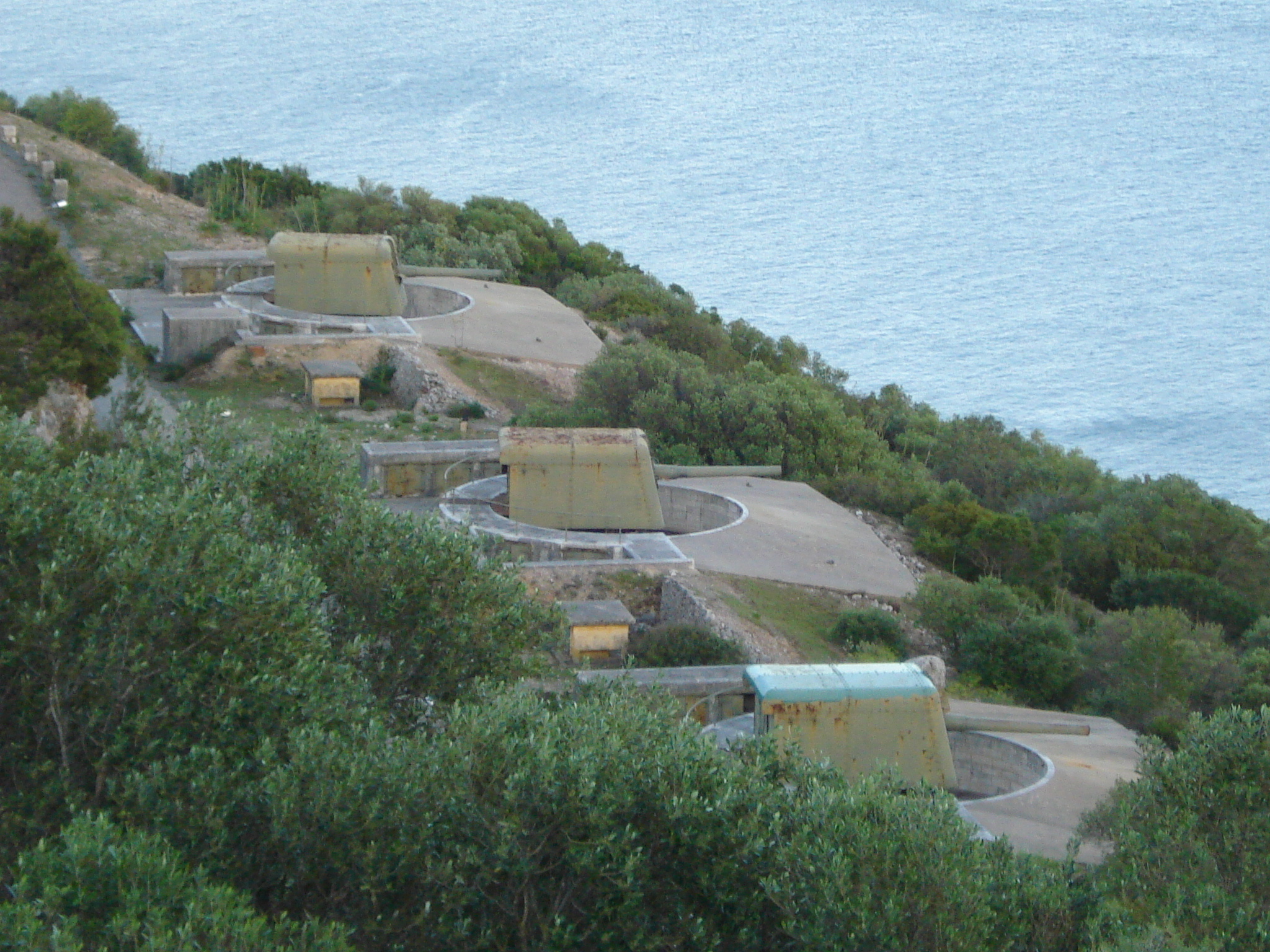
Torres com peças de 152,4 mm da Bataria de Outão, Portugal.

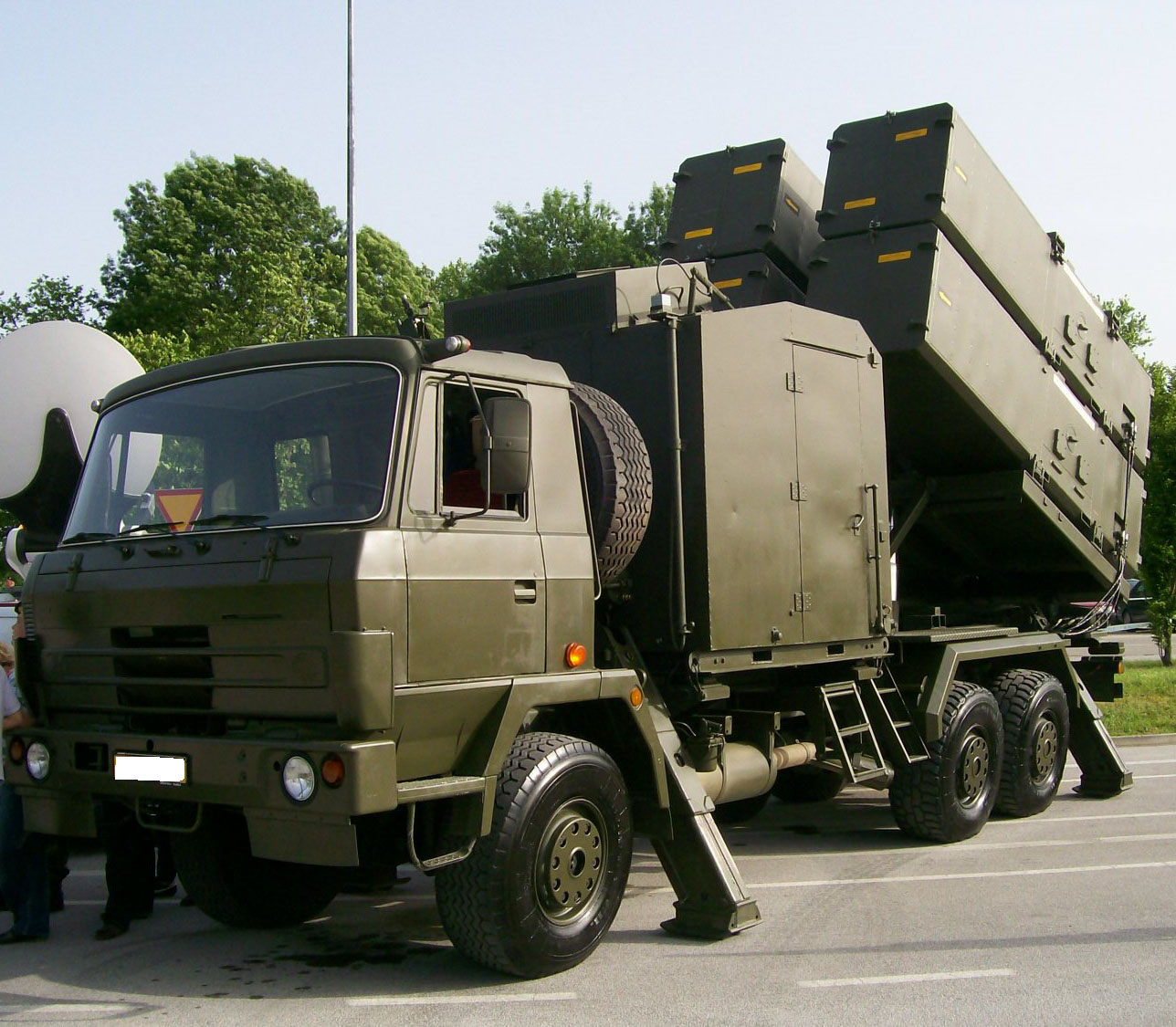
Plataforma móvel de lançamento de mísseis antinavio RBS-15 da artilharia de costa da Croácia.

A artilharia de costa ou artilharia costeira é o ramo da artilharia responsável pela operação de armas antinavio baseadas em terra ou pela guarnição de batarias fixas em fortificações costeiras.
Considera-se que uma única peça de artilharia baseada na costa equivale a três peças navais do mesmo calibre, uma vez que a estabilidade da peça baseada na costa permite uma precisão significativamente maior que as suas homólogas baseadas em navios. As peças de artilharia baseadas em terra também beneficiam, na maioria dos casos, de abrigos fortificados que lhes davam uma proteção impossível nas embarcações antes do aparecimento da blindagem no século XIX.

## História
A artilharia de costa apareceu na Europa praticamente na mesma altura em que foi introduzida a artilharia pirobalística, durante o final da Idade Média. Os países com costas marítimas instalaram artilharia nas suas fortificações costeiras para se protegerem contra incursões navais. O desenvolvimento da artilharia levou a que fossem construídas fortalezas propositadamente projetadas para a operação de artilharia e para resistir a ataques da mesma.
Já no Renascimento, durante a Era dos Descobrimentos, uma das primeiras tarefas que as potências colónias faziam num território conquistado era a construção de fortalezas costeiras, tanto para proteção contra potências navais rivais como para proteção contra os próprios nativos. Exemplo disto foram as inúmeras fortificações construídas pelos Portugal nas costas de África e da Ásia durante os séculos XV e XVI.
Conforme o país, a artilharia de costa poderia ser parte integrante da marinha - como nos países escandinavos, Alemanha e Rússia - ou poderia ser parte integrante do exército - como em Portugal, Brasil, EUA e Reino Unido.

## Artilharia de costa na Segunda Guerra Mundial
Durante a batalha ocorrida no Fiorde de Oslo, ao largo de Drøbak, em abril de 1940, a Kriegsmarine alemã perdeu o virtualmente novo cruzador pesado Blücher, um dos seus mais poderosos navios, vítima de uma combinação de fogo disparado por várias posições de artilharia de costa norueguesas, que incluíam duas peças obsoletas Krupp de 280 mm - ironicamente, de fabrico alemão - e torpedos Whitehead igualmente obsoletos. O Blücher tinha entrado nas águas confinadas do Fiorde de Oslo, transportando 1000 soldados e liderando uma esquadra invasora alemã. A primeira salva de artilharia disparada pelos defensores noruegueses, a partir da Fortaleza de Oscarsborg, a 1600 m de distância, neutralizou a bataria principal do Blücher, incendiando-a. O fogo disparado pelas peças de menores calibres (57 mm a 150 mm) varreu os seus conveses neutralizando o seu equipamento de manobra, antes de vários impactos de torpedo terem feito explodir os seus paióis. Como resultado, o resto da esquadra invasora, bateu em retirada, dando tempo para que a Família Real Norueguesa, os membros do parlamento e os membros do governo escapassem e dando tempo para a retirada das reservas de ouro norueguesas de Oslo.
Em dezembro de 1941, durante a Batalha da Ilha de Wake, os Marines dos EUA dispararam contra as esquadra invasora japonesa com as suas seis peças de 5 polegadas (127 mm), afundando o contratorpedeiro Hayate - através de tiros certeiros nos seus paióis - além de terem atingido onze vezes o cruzador ligeiro Yubari, forçando-o a bater em retirada. Esta ação repeliu temporariamente as tentativas japoneses para tomar a ilha.
Singapura era defendida pelas suas famosas peças costeiras de grande calibre, onde se incluíam duas baterias, respectivamente, com três e duas peças de 15 polegadas (381 mm). O primeiro-ministro Wiston Churchill apelidou a guarnição de Singapura tanto como a "Gibraltar do Oriente" como o "Leão do Mar". Infelizmente, as peças costeiras eram fornecidas, maioritariamente, com munições AP (antiblindagem) e poucas munições HE (alto-explosivo). As munições AP foram projetadas para penetrar os cascos de navios de guerra couraçados, sendo ineficazes contra pessoal. Os Japoneses atacaram Singapura a partir da Malásia em dezembro de 1941 e, apesar das peças de 15 polegadas terem sido colocadas para disparar contra navios inimigos a sul, a maioria deles poderia ser voltada para norte, disparando sobre os invasores. Os analistas militares estimaram que se as peças tivessem sido bem abastecidas com munições HE, os atacantes japoneses poderiam ter sofrido pesadas baixas, mas isso não teria sido suficiente para deter a invasão.
Na Batalha de Tarawa, os Japoneses defenderam a ilha Betio, no atol de Tarawa, com numerosas peças costeiras de 203 mm. Em 1943 as mesmas forma neutralizadas no início da batalha, através de um bombardeamento combinado naval e aéreo.
A Alemanha fortificou os seus territórios conquistados na Europa Ocidental com a Muralha do Atlântico, que consistia numa série de casamatas e blocausses de betão reforçado, construídas ao longo das praias ou, ocasionalmente, mais no interior, para alojar artilharia que incluia as enormes peças navais de 380 mm SK C/34, além de metralhadoras  e armas anticarro. A intensão era destruir as embarcações de desembarque dos Aliados antes que elas pudessem, sequer, efetuar o desembarque. Isso obrigou os Aliados a realizarem um grande esforço no bombardeamento da costa, durante o Desembarque na Normandia em 1944, usando para isso, desde couraçados e cruzadores a contratorpedeiros e, até, numerosas embarcações de desembarque levando a bordo obuses autopropulsados, lançadores múltiplos de foguetes e outros armamentos.
Os esforços aliados para tomada do porto de Toulon em agosto de 1944 embateram no apelidado de "Big Willie", uma bataria constituídas de duas torres retiradas do couraçado francês Provence, cada uma montando duas peças navais de 340 mm/ Modèle 1912. O alcance e a potência destas peças era tal que os Aliados tiveram que atribuir, a um couraçado ou cruzador pesado, a tarefa de bombardear diariamente a bataria, só a neutralizando no final do mês.

## Artilharia de costa depois da Segunda Guerral Mundial
Depois da Segundo Guerra Mundial, o aparecimento das aeronaves a jato e dos mísseis guiados reduziu o papel da artilharia de costa na defesa de um país, uma vez que as posições fixas de artilharia se tornaram muito mais vulneráveis a ataques inimigos. Em grande parte dos países, a artilharia de costa foi desativada, transformada em força anfíbia - do tipo dos fuzileiros navais - ou passou a estar equipada com plataformas móveis de lançamento de mísseis antinavio. Alguns países, no entanto ainda mantêm unidades de artilharia de costa fixas, armadas com peças de grande calibres.

## Artilharia de costa em Portugal
Portugal dispõe de artilharia de costa, pelo menos, desde 1381, altura em que há notícia do uso de bocas de fogo para defender Lisboa contra uma esquadra naval castelhana. Durante os séculos seguintes, foram instaladas bocas de fogo de defesa costeira em inúmeras fortificações ao longo da costa portuguesa, inclusive nas ilhas e no ultramar. No entanto, só em 1911 é que a artilharia de costa se individualizou como um dos ramos da Arma de Artilharia do Exército Português.
No final da Segunda Guerra Mundial é criado um sistema de posições fortificadas de artilharia de costa para defesa dos estuários e portos do rio Tejo e do rio Sado, que se transformará no Regimento de Artilharia de Costa. Em 1999, a artilharia de costa portuguesa é totalmente desativada.